# Vox AC30

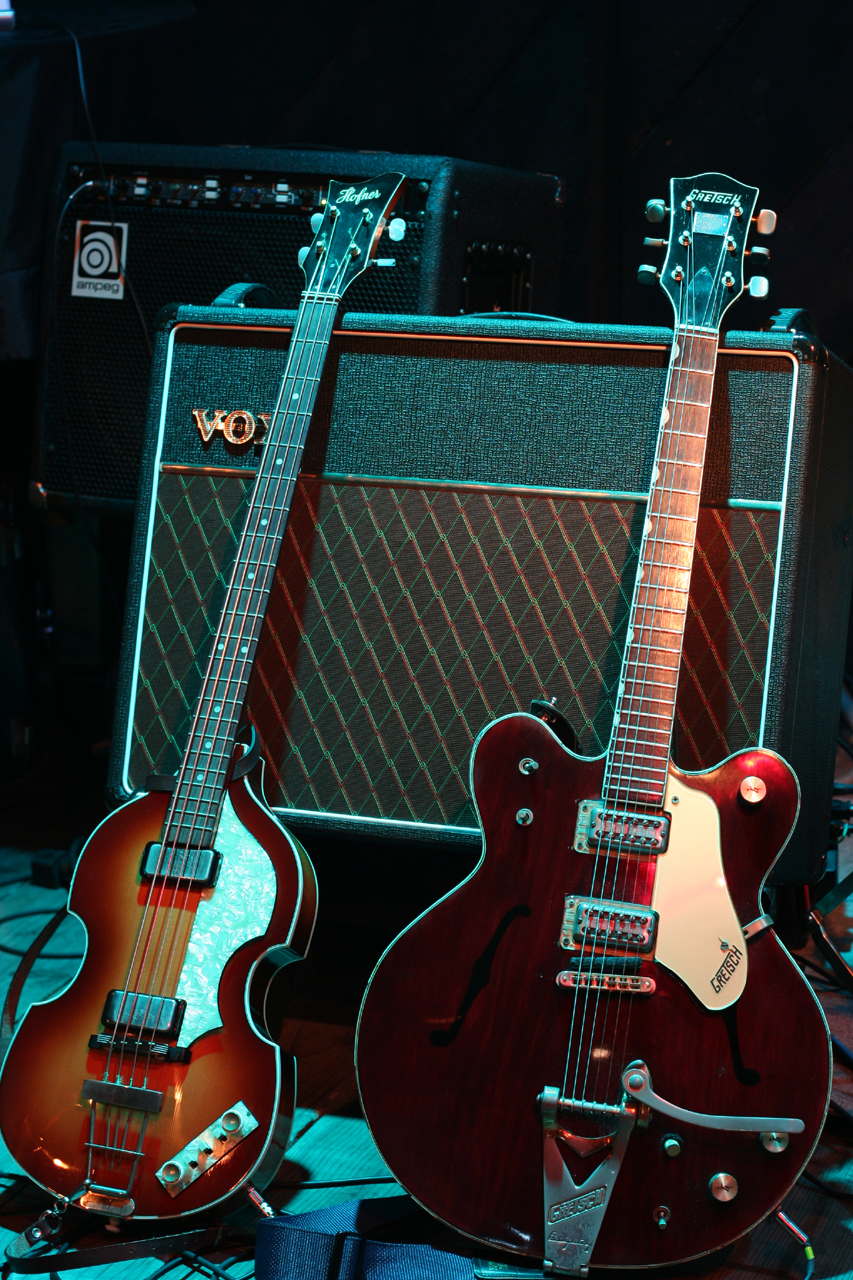
En Vox AC30 bakom en Höfner 500/1-bas och en Gretsch Country Gentleman-gitarr

Vox AC30 är en gitarrförstärkare tillverkad av det brittiska företaget Vox, känd för sitt karaktäristiska klingande sound. Den introducerades 1958 som svar på den ökande efterfrågan på högwattsförstärkare och har blivit en av de mest välkända förstärkarna bland både brittiska och internationella musiker.

## Historik
Vox AC30 introducerades ursprungligen 1958 som en storebror till 15-wattsmodellen AC15 på begäran av Hank Marvin, då AC15 inte lät tillräckligt högt bland de skrikande fansen vid Cliff Richards konserter. AC15 byggde på ett par EL84-rör, en EF86-driven "Normal" kanal, en ECC83-driven "Vib-Trem" kanal och likriktad av en EZ81.